# Izwiestija
Izwiestija (ros. Известия) – rosyjski dziennik. Powstał po rewolucji lutowej w 1917 jako organ Piotrogrodzkiej Rady Delegatów Robotniczych i Żołnierskich, następnie Wszechrosyjskiego Centralnego Komitetu Wykonawczego i Rady Najwyższej ZSRR (do rozpadu ZSRR w 1991). Od marca 1918 wydawany w Moskwie. Po prywatyzacji w 1992 roku zachował charakter gazety ogólnonarodowej, chociaż czytają go głównie studenci i ludzie z wyższym wykształceniem.
Właścicielem dziennika do 2005 roku był biznesmen Władimir Potanin, szef koncernu Interros. Od 2005 do 2008 r. gazeta należała do holdingu Gazprom-Media, podporządkowanego państwowemu koncernowi gazowemu Gazprom.
W 2008 r. Gazprom-Media sprzedał „Izwiestija”, właścicielem dziennika jest Nacyonalnaja Miedia Gruppa (ros. Национальная Медиа Группа).
Nakład gazety w 2009 roku wynosił 234 500 egzemplarzy.

## Redaktorzy naczelni
- Jurij Stiekłow (marzec 1917 – maj 1917)
- Fiodor Dan (maj 1917 – listopad 1917)
- Jurij Stiekłow (listopad 1917 – czerwiec 1925)
- Iwan Skworcow-Stiepanow (czerwiec 1925 – październik 1928)
- Iwan Gronski (Fiedułow) (1928–1930; p.o. redaktora naczelnego)
- Maksimilian Sawieljew (21 lipca 1929 – 25 lipca 1930)
- Harald Krumin (26 lipca 1930 – 24 kwietnia 1931)
- Iwan Gronski (Fiedułow) (1931–1934)
- Nikołaj Bucharin (luty 1934 – styczeń 1937)
- Boris Tal (Kriształ) (styczeń – listopad 1937)
- Jakow Sielich (grudzień 1937 – kwiecień 1941)
- Lew Rowinski (kwiecień 1941 – listopad 1944)
- Leonid Iljiczow (1944–1948)
- Konstantin Gubin (styczeń 1948 – maj 1959)
- Aleksiej Adżubej (maj 1959 – październik 1964)
- Władimir Stiepakow (październik 1964 – maj 1965)
- Lew Tołkunow (październik 1965 – luty 1976)
- Piotr Aleksiejew(inne języki) (luty 1976 – luty 1983)
- Lew Tołkunow (luty 1983 – kwiecień 1984)
- Iwan Łaptiew(inne języki) (kwiecień 1984 – kwiecień 1990)
- Igor Golembiowski (kwiecień–maj 1990; p.o. redaktora naczelnego)
- Nikołaj Jefimow (1990–1991)
- Igor Golembiowski (sierpień 1991 – lipiec 1997)
- Wasilij Zacharko (lipiec 1997 – wrzesień 1998)
- Michaił Kożokin (wrzesień 1998 – 16 października 2003)
- Raf Szakirow (październik 2003 – wrzesień 2004)
- Władimir Borodin (wrzesień 2004 – listopad 2005)
- Władimir Mamontow (listopad 2005 – październik 2009)
- Witalij Abramow (październik 2009 – kwiecień 2011)
- Aleksandr Malutin (kwiecień 2011 – czerwiec 2012)
- Aleksandr Potapow (czerwiec 2012 – sierpień 2013)
- Aleksandr Malutin (sierpień–grudzień 2013)
- Aleksandr Potapow (grudzień 2013 – luty 2016)
- Arsenij Oganesjan (luty 2016 – wrzesień 2018)
- Siergiej Korotiejew (od września 2018)